# Promesja
Promesja – metoda postępowania ze zwłokami ludzkimi z użyciem liofilizacji (niskich temperatur, wibracji i granulacji), uważana za proekologiczną. Została opracowana i opatentowana w 1999 przez szwedzką biolog Susanne Wiigh-Mäsak. Metoda była jak dotąd testowana tylko na świniach, jednak wkrótce ma być dostępna dla ludzi.

## Proces promesji
Metoda składa się z sześciu etapów:
1. Ochłodzenie trumny z pomocą ciekłego azotu do -196 °C (używając 1 litr na 1 kg wagi ciała), co zajmie około 2 godzin. Azot następnie wyparuje do atmosfery, której jest naturalną częścią jako gaz.
2. Ciało zostaje poddane wibracjom ok. 0,5 cm przez 60 sekund.
3. W komorze próżniowej woda pozostała w proszku odparowuje do atmosfery.
4. Prąd elektryczny wytrąca z proszku metale, które następnie można poddać recyklingowi.
5. Proszek (ok. 30% pierwotnej wagi ciała) jest umieszczany w biodegradowalnej trumnie o powierzchni podstawy 1m² i wysokiej na 2 metry, zawierającej żelazną siatkę (ochrona szczątków zmarłego przed zwierzętami). Żelazo następnie zardzewieje i powróci do gleby.
6. Trumna zostaje pochowana na głębokości ok. pół metra. Po 6-12 miesiącach szczątki przenikną do gleby, stając się nawozem dla nowego życia. Sugeruje się zasadzić w tym miejscu drzewo czy inną roślinę.

Produkcja ciekłego azotu byłaby kosztowna, jednak w praktyce używa się azotu produkowanego jako odpad w innych procesach produkcyjnych, dzięki temu ekologicznie go wykorzystując zanim zostanie uwolniony do atmosfery. Zaletą promesji jest także brak emisji metali do atmosfery, która ma miejsce w tradycyjnej kremacji.

## Racja bytu promesji
Promesja ma na celu powrót do naturalnego rozkładu z dopływem tlenu. Argumenty są następujące:
1. Poniżej dwóch stóp (ok. 60 cm) nie ma tlenu, który jest jednym z koniecznych składników do kompostowania czy też rozkładu tlenowego. Zmarły pochowany na głębokości poniżej 60 cm jest narażony na gnicie beztlenowe.
2. To właśnie brak dostępu tlenu oraz ilość szczątków do rozłożenia powoduje, że zwłoki nie rozkładają się, lecz gniją. Ponieważ ludzkie ciała są relatywnie duże, zawsze zaczynają gnić, jeśli nie są rozdrobnione na mniejsze części, do których tlen ma swobodny dostęp.
3. Należy pamiętać, że nawet proszek uzyskany w procesie promesji nie będzie kompostował na głębokości dwóch metrów pod ziemią, z powodu braku tlenu. Tak samo zachowa się ciało powyżej poziomu gruntu, lub w jego płytszych warstwach, gdzie tlen jest dostępny. Pomimo wysokiej zawartości tlenu, ciało nadal gnije, ponieważ stanowi całość, i procesy gnilne są już obecne w jelitach. Prawidłowy rozkład tlenowy ciała wymaga jednocześnie następujących czynników: fragmentacji ciała, gleby bogatej w tlen oraz mikro- i makro-organizmów. Dlatego promesja to nowoczesny i etyczny sposób przekształcenia ciała w mniejsze części, dzięki czemu może prawidłowo się rozłożyć i powrócić do ziemi bez negatywnych efektów ubocznych związanych z gniciem.

Oprócz tego, ponieważ całkowity rozkład zwłok zajmie tylko rok, a nie jak w przypadku tradycyjnego pochówku 20 czy 30 lat, metoda ta jest rozwiązaniem dla cmentarzy, na których kończy się miejsce do chowania zmarłych. W Niemczech miejsce na cmentarzu można użyć ponownie po 30 latach, zaś w Anglii ustawa o pochówkach z 1857 (Burial Act 1857) zabroniła zakłócania spokoju zmarłym, przez co raz zajętego miejsca na cmentarzu nie można wykorzystać do nowego pochówku. W Polsce standardowo miejsce na cmentarzu wykupuje się na 20 lat, i w czasie trwania umowy zarządca cmentarza nie może użyć tego miejsca do pochówku.

## Promesja na świecie
Pierwsze placówki oferujące pogrzeby z zastosowaniem promesji, zwane promatoriami, mają być gotowe na wiosnę 2011. Mają być zlokalizowane w Szwecji, Wielkiej Brytanii i Korei Południowej.
W 2006 szwedzkie władze zażądały zaprzestania wydawania nowych pozwoleń na pogrzeby z zastosowaniem liofilizacji, ponieważ technologia ta nie jest jeszcze praktykowana. W styczniu 2011 Rada Kościelna (Kyrkofullmäktige) w Jönköping postanowiła zarzucić wszelkie plany budowy promatorium w Szwecji, a zamiast niego wybudować krematorium. Władze zażądały, aby dwanaście zamrożonych ciał oczekujących na promatorium zostało pochowanych lub poddanych kremacji.
W Wielkiej Brytanii promesja promowana jest przez władze niektórych dystryktów (np. Cheshire East Council, krematorium w Cambridge prowadzone przez lokalne władze). Obowiązujące przepisy prawne (Burial Act z 1857 oraz Cremation Act z 1902 i 1952) nie przewidują promesji. W 2010 zebrano zaledwie 45 podpisów pod petycją o zmianę prawa pogrzebowego i uwzględnienie promesji.